# Angel by the Wings
Angel by the Wings — песня австралийской исполнительницы и автора песен Сии Ферлер, которая была выпущена в качестве заглавного саундтрека к киноленте «Охотница с орлом» (The Eagle Huntress) (2016). В январе 2016 года Billboard опубликовал информацию о том, что эта песня была записана специально для фильма, премьера которого состоялась на фестивале Сандэнс 24 января 2016 года. Отто Бэлл сказал:

Я невероятно благодарен Сии за то, что она потратила своё время для написания и записи этой очень особенной песни. Этот чудесный голос был доверен нашему документальному фильму. Я не мог представить себе более достойного голоса, нежели этот, являющийся бесконечной частью музыки к фильму — это мощный гимн прекрасной девушки!
Релиз самого сингла состоялся 2 декабря 2016 года.

## Критика
Джил Коуфман из Billboard описала песню как «вдохновляющую» и «правильно витающую», чтобы дополнить истории фильма. Бэн Кейн из Consequence of Sound описал её как «одну из бобмических расширений возможностей и триумфа, с простым, но эффективным припевом — „Ты можешь всё“!».